# Constantin Eftimiu
Constantin Eftimiu (n. 29 iunie 1893, București – d. 19 septembrie 1950, Aiud) a fost un general român, care a luptat în cel de-al doilea război mondial.

## Biografie
În 1912 se înscrie la Școala de Ofițeri de Artilerie, Geniu și Marină pe care o absolvă în 1914 cu gradul de sublocotenent. Urmează cursurile Școlii Speciale de Geniu în 1922. Urmează un curs de informații pentru gradul de maior în 1923, apoi între 
1924 - 1926 se înscrie la Școala Superioară de Război.

## Grade Militare
- iulie 1914 - sublocotenent.
- noiembrie 1916 - locotenent.
- septembrie 1917 - căpitan.
- septembrie 1926 - maior.
- ianuarie 1934 - locotenent-colonel.
- martie 1938 - colonel.
- martie 1944 - general de brigadă.

A fost decorat la 7 noiembrie 1941 cu Ordinul „Coroana României” cu spade în gradul de Comandor cu panglica de „Virtutea Militară” „pentru meritele excepționale de care a dat dovadă în comanda Detașamentului Moto în cursul luptelor din zilele de 22 și 23 august 1941, când a atacat creasta Est Frantzfeld, realizând o înaintare considerabilă, în care timp a ajutat Batalionul de Asalt Grăniceresc să ocupe satul Frantzfeld. De asemenea, prin acțiunea carelor a reușit să antreneze și dreapta Diviziei, care a câștigat spațiu spre Sud, dând dovadă de un deosebit spirit de jertfă și multă pricepere în organizarea planului de acțiune”.
A fost decorat cu Ordinul Militar „Mihai Viteazul” cl. III „pentru excepționalele sale calități de ofițer de stat major și priceperea cu care a condus secția operațiunilor Armatei de la 22 Iunie - 20 august 1941, executând recunoașteri îndrăznețe și folositoare în fața inamicului. A condus cu un deosebit curaj acțiunea de cucerirea podului de la Bogdănești (22 iunie 1941), iar de la 14-20 iulie 1941 a condus cu mare avânt un detașament din Divizia cu care a înaintat din fața pădurii Hâncești până în fața Tighinei. De la data de  20 august 1941 a comandat un detașament în luptele grele de la Est de Frantzfeld”.

## Funcții
- 1916 - comandant de pluton Compania 3 pontonieri râuri,
- 1918 - comandant Compania 5 pontonieri,
- comandantul Școlii de Aplicație pentru Geniu,
- 5 iunie - 26 august 1941 - șef Secție operații și subșef de stat major al Armatei a 4-a,
- august - octombrie 1941 - comandant al Detașamentului "Col. Eftimiu",
- octombrie 1941 - iunie 1942 - director de studii la Școala Superioară de Război,
- iunie 1942 - aprilie 1943 - primsubșef de stat major al Armatei a 3-a,
- aprilie 1943 - 22 august 1944 - comandant al Comandamentului Transmisiunilor,

Generalul Eftimiu a fost numit la 1 septembrie 1944 în funcția de ministru al lucrărilor publice și comunicațiilor.
- 23 august 1944 - 4 noiembrie 1944 - Ministru al Lucrărilor Publice și al Comunicațiilor în guvernul Sănătescu,[5]
- noiembrie 1944 - martie 1945 - comandant al Comandamentului Transmisiunilor,
- ianuarie 1945 - iulie 1945 - subșef al Marelui Stat Major.

Generalul de brigadă Constantin Eftimiu a fost trecut în cadrul disponibil la 9 august 1946, în baza legii nr. 433 din 1946, și apoi, din oficiu, în poziția de rezervă la 9 august 1947.

## Procesul, judecarea și condamnarea
La 18 noiembrie 1946 s-a încheiat procesul conducătorilor și membrilor organizațiilor de rezistență anticomuniste: Sumanele Negre, Mișcarea națională de Rezistență, Haiducii lui Avram Iancu și Grupul de Rezistență Sinaia. Dintre cei 91 de inculpați, 28 au fost condamnați la muncă silnică pe viață (generalii Aurel Aldea și Constantin Eftimiu, iar în contumacie: amiralul Horia Macellariu, Mihail Fărcășanu, Vintilă V. Brătianu, Horia Comaniciu ș.a.); ceilalți inculpați sunt condamnați la termene variind de la 20 de ani de muncă silnică la un an de închisoare.
În 1946 a fost arestat, judecat și condamnat la închisoare pe viață; a decedat în 1950 în închisoarea Aiud.

## Decorații
- Ordinul „Steaua României” în gradul de Ofițer (8 iunie 1940)[9]
- Ordinul „Coroana României” cu spade în gradul de Comandor cu panglica de „Virtutea Militară” (7 noiembrie 1941)[2]
- Ordinul „Mihai Viteazul” clasa a III-a (12 februarie 1942)[3]